# 목수정
목수정(1970년~)은 대한민국의 수필가이자 칼럼니스트, 번역가이다. 아동문학가이자 시인 목일신의 딸이며, 독립운동가 목치숙의 손녀이다. 현재 프랑스에서 활동 중이다.

## 학력
- 고려대학교 노문학 학사
- 파리제8대학교 대학원 공연예술학 석사

## 경력
- 1995년 ~ 1998년 : 동숭아트센터 연극기획자
- 2003년 : 국립발레단 기획팀 팀장
- 2004년 ~ 2008년 : 민주노동당 문화담당 정책연구원

## 저서
- 《뼛속까지 자유롭고 치맛속까지 정치적인》. 레디앙. 2008년. ISBN 9788995995211
- 《야성의 사랑학》. 웅진지식하우스. 2010년. ISBN 9788901113920
- 《월경독서》. 생각정원. 2013년. ISBN 9791185035031
- 《파리의 생활 좌파들》. 2015. ISBN 9791185035260
- 《당신에게, 파리》. 꿈의지도. 2016년. ISBN 9791187496038|
- 《아무도 무릎 꿇지 않는 밤》. 생각정원. 2016년. ISBN 9791185035550
- 《칼리의 프랑스 학교 이야기》. 생각정원. 2018년. ISBN 9791188388370
- 《아삭아삭 문화학교》. 동녘주니어. 2019년. ISBN 9788972979401
- 《밥상의 말》. 책밥상.2020년.  ISBN 9791196457082

- 《시끄러울수록 풍요로워진다》. 한겨례출판.2022년.  ISBN 9791160408751

## 논란
코로나 백신의 안전성과 효율성을 보장하니 국민은 안심하고 맞으라는 한국 보건 당국의 입장을 비판하였으며 이 때문에 백신옹호론자들의 비판을 받은 바 있다. 